# A Cobra Kai epizódjainak listája
A Cobra Kai 2018. május 2-án indult a YouTube Red-en, a 3. évadtól a Netflix vette át. 2024-ben érkezett a sorozat befejező évada. Magyarországon is a Netflixen jelennek meg az új részek 2020. augusztus 28. óta.

## Évadáttekintés
| Évad | Évad | Epizódok           | Eredeti sugárzás    | Eredeti adó         | Magyar sugárzás     | Magyar adó |
| ---- | ---- | ------------------ | ------------------- | ------------------- | ------------------- | ---------- |
|      | 1.   | 10                 | 2018. május 2.      |                     | 2020. augusztus 28. |            |
|      | 2.   | 10                 | 2019. április 24.   |                     | 2020. augusztus 28. |            |
|      | 3.   | 10                 | 2021. január 1.     |                     | 2021. január 1.     |            |
|      | 4.   | 10                 | 2021. december 31.  | 2021. december 31.  |                     |            |
|      | 5.   | 10                 | 2022. szeptember 9. | 2022. szeptember 9. |                     |            |
|      | 6.   | 5                  | 2024. július 18.    | 2024. július 18.    |                     |            |
| 5    | 6.   | 2024. november 15. | 2024. november 15.  |                     |                     |            |
| 5    | 6.   | 2025. február 13.  | 2025. február 13.   |                     |                     |            |

## Első évad (2018)
| Sor. | Év. | Cím                                                     | Rendező                           | Író                                                                                  | Premier                            |
| --- | --- | ------------------------------------------------------- | --------------------------------- | ------------------------------------------------------------------------------------ | ---------------------------------- |
| 1. | 1.  | A múlt árnyai (Ace Degenerate)                          | Jon Hurwitz és Hayden Schlossberg | Josh Heald, Jon Hurwitz és Hayden Schlossberg                                        | 2018. május 2. 2020. augusztus 28. |
| 34 évvel azután, hogy az All Valley karateversenyen Daniel LaRusso legyőzte őt, Johnny Lawrence karbantartóként próbál megélni, miközben Daniel sikeres autószalon-tulajdonosként dolgozik San Fernando Valleyben. Egyik este Johnny megmenti tizenéves szomszédját, Miguel Diazt egy csapat agresszív kötekedőtől, de a verekedést követően Johnny kerül börtönbe. Miután kiengedik, találkozik az őt semmibe vevő, gazdag mostohaapjával, Sid Weinberggel (aki letette érte az óvadékot és egy csekk átadása után közli, hogy többé nem kíván mostohafia életében részt venni). A részeg Johnny meglátogatja az All Valley sportcsarnokot és felidézi magában utolsó találkozását mesterével, John Kreese-zel, ám nemsokára egy óvatlan sofőr totálkárosra töri autóját. Tiltakozása ellenére épp Daniel autószalonjába viszik javításra a járművet, ahol találkozik régi riválisával (és felismeri Daniel lányában, Samanthában az egyik személyt, aki abban az autóban ült, mely a kocsiját összetörte). Hazatérése után Johnny közli Miguellel, hogy szenszeiként tanítványául fogadja és a Sidtől kapott pénzből megnyitja saját Cobra Kai dódzsóját. |     |                                                         |                                   |                                                                                      |                                    |
| 2. | 2.  | Üss gyorsan és keményen! (Strike First)                 | Jon Hurwitz és Hayden Schlossberg | Josh Heald, Jon Hurwitz és Hayden Schlossberg                                        | 2018. május 2. 2020. augusztus 28. |
| Miguel megkezdi karateedzését, de Johnny kemény kézzel bánik vele és folyamatosan gúny tárgyává teszi a fiú gyengeségeit. Daniel és felesége, Amanda vitába keveredik, miután Daniel leszidja lányát, amiért az engedély nélkül medencés partit szervezett a házukban. Lányával kibékülve Daniel megtudja, hogy Samantha szerelmes egy Kyler nevű fiúba és meghívja őt egy családi vacsorára. Az iskolai ebédlőben Miguel összebarátkozik két szintén kiközösített fiúval, Dimitrivel and Elivel. Nemsokára a gazdag, elkényeztetett lányok társaságában – akikkel Samantha is barátkozik – észreveszi Kylert és felismeri benne egyik korábbi támadóját. Johnny megtudja, hogy tőle elidegenedett fiát, Robby Keene-t drogok miatt felfüggesztették az iskolából. A családi vacsorán Daniel észreveszi Kyler horzsolásait és megtudja, hogy Johnny okozta őket (ám Kyler azt hazudja, a férfi támadta meg őt és barátait). Daniel úgy dönt, meglátogatja Johnny dódzsóját és kérdőre vonja a történtekért. |     |                                                         |                                   |                                                                                      |                                    |
| 3. | 3.  | A csontváz (Esqueleto)                                  | Jennifer Celotta                  | Josh Heald, Jon Hurwitz és Hayden Schlossberg                                        | 2018. május 2. 2020. augusztus 28. |
| Johnny sikertelenül próbál meg tanítványokat toborozni. Miguelt arra biztatja, hogy a mindennapi életben is alkalmazza a Cobra Kai tanításait („Üss elsőként. Üss keményen. Nincs kegyelem.”) és a közelgő iskolai Halloween bulira megajándékozza egy csontvázjelmezzel. Daniel – aki az iskolai rendezvényen felügyelői szerepet vállalt – kínos helyzetbe hozza lányát, miközben Miguel fültanúja lesz, ahogy Kyler lekezelően beszél Samantháról a barátai körében. Miguel rátámad, de Kyler és barátai brutálisan összeverik. Johnny szórólaposztás miatt épp a közelben tartózkodik, rátalál az eszméletlen fiúra és hazaviszi őt, ahol Miguel édesanyja, Carmen figyelmezteti, hogy tartsa távol magát fiától. |     |                                                         |                                   |                                                                                      |                                    |
| 4. | 4.  | Kobrák vagyunk, sosem halunk meg (Cobra Kai Never Dies) | Jennifer Celotta                  | Josh Heald, Jon Hurwitz, Hayden Schlossberg és Jason Belleville                      | 2018. május 2. 2020. augusztus 28. |
| Robby értesül az új dódzsóról és kellemetlenül érzi magát apja tagtoborzási módszerei miatt. Eközben Daniel egyik reklámtáblájára valaki obszcén rajzot fest és a nyomok Johnnyhoz vezetnek. Samantha tanúja lesz annak, hogy Kyler beleköt Dmitribe és Elibe. Egy mozifilm közben Kyler agresszívan próbálkozni kezd Samathánál, de a lány megszégyeníti a többi néző előtt és faképnél hagyja. Johnny megpróbál hatni iskolakerülő fiára, de az visszautasítja őt, amiért kiskorában Johnny elhagyta őt és rámutat apja saját sikertelenségeire is. Johnny esedezni kezd Carmennek, hogy továbbra is edzhesse fiát – amikor Miguel hazaér, Johnny közli vele, hogy a következő edzéseken a védekezésen és az ellentámadáson fognak közösen dolgozni. |     |                                                         |                                   |                                                                                      |                                    |
| 5. | 5.  | Az egyensúly (Counterbalance)                           | Josh Heald                        | Josh Heald, Jon Hurwitz és Hayden Schlossberg                                        | 2018. május 2. 2020. augusztus 28. |
| Miguel a karatében és általános egészségi állapota terén is fejlődést mutat. Daniel belemegy egy tisztességtelen üzletbe, csak hogy bezárathassa a Cobrai Kai-t, de ezzel ártatlan üzlettulajdonosoknak is kárt okoz. Samantha túlsúlyos osztálytársa, Aisha Robinson is csatlakozni akar a Cobra Kai-hoz, melyet Johnny eleinte vonakodva fogad, mert nem akar lányokat edzeni. Samantha felfedezi, hogy Kyler rosszindulatú, szexuális jellegű pletykákat terjeszt róla. Az ebédlőben felelősségre vonja korábbi szerelmét, Miguel ennek tanúja lesz és kiáll a lány mellett, látványos küzdelemben megverve Kyler egész bandáját. Robby úgy dönt, kibékül apjával, de amikor meglátja Johnnyt apaként viselkedni Miguellel, féltékeny lesz és meggondolja magát. Daniel meglátogatja mestere, Miyagi sírját és tanácsot kér problémái megoldásában. Hazafelé indulva eszébe jut egy beszélgetés a mesterével, melynek témája az egyensúly volt – nem csupán a karatéban, hanem a mindennapi életben is. Miguel küzdelmét látva újabb iskolások csatlakoznak a Cobra Kai-hoz. Megjegyzés: az epizódot a készítők Pat Morita emlékének szentelték.         |     |                                                         |                                   |                                                                                      |                                    |
| 6. | 6.  | Az újoncok (Quiver)                                     | Josh Heald                        | Josh Heald, Jon Hurwitz, Hayden Schlossberg, Joe Piarulli és Luan Thomas             | 2018. május 2. 2020. augusztus 28. |
| Daniel sikertelenül próbálja meggyőzni Samanthát, hogy folytassa a gyerekkorában abbahagyott karatét. Miguel verekedése internetes szenzációvá válik és új tanítványok jelennek meg a Cobra Kai edzésein. Johnny velük is kegyetlenül bánik, kigúnyolva gyengeségeiket. Elit, Miguel egyik barátját különösen durván megalázza a csoport előtt. Miguelnek köszönhetően Johnny visszaemlékszik, hogy milyen érzés volt gyerekként kitaszítottnak lennie kortársai között és elismeri tanítványainak, hogy kemény volt velük – de nem hajlandó bocsánatot kérni, emlékeztetve őket, hogy az élet sem sportszerű. Eli drasztikusan megváltoztatott külsővel visszatér az edzésre és a Hawk becenevet kapja. Robby eközben munkát vállal a LaRusso autószalonban, azzal a céllal, hogy feldühítse apját. Miguel és Samantha lassan összebarátkozik egymással. Amikor Danielt gyakorolni látja, Robby elhatározza, hogy karatézni kezd, Daniel útmutatásával. |     |                                                         |                                   |                                                                                      |                                    |
| 7. | 7.  | Az új esély (All Valley)                                | Steve Pink                        | Josh Heald, Jon Hurwitz, Hayden Schlossberg és Stacey Harman                         | 2018. május 2. 2020. augusztus 28. |
| Johnny fájdalmas módszerekkel edzi új tanítványait. Miguel tanácsot kér tőle a lányokkal kapcsolatban és újult önbizalommal sikeres randira hívja Samanthát. Johnny megpróbálja benevezni tanítványait az All Valley karateversenyre, de a dódzsót 1985-től örökre kitiltották onnan John Kreese, Terry Silver és Mike Barnes durva szabálytalankodásai miatt (lásd a Karate kölyök 3. című filmet). Amikor próbálja meggyőzni a felügyelőbizottságot, Johnny Daniellel találja szemben magát. Johnny elmondja, hogy tanításaival iskolai zaklatások áldozatain segít és semmi köze korábbi mestere, (a szerinte már halott) Kreese, illetve Silver tisztességtelen módszereihez. Őszinteségével meggyőzi a bizottságot és a Cobra Kai jogot szerez a versenyzéshez, feldühítve Danielt. Robby eközben vonakodva segít bűnöző barátainak kirabolni az autókereskedést, de időközben meggondolja magát és harcművészeti tudásával megállítja társait. |     |                                                         |                                   |                                                                                      |                                    |
| 8. | 8.  | Az átalakulás (Molting)                                 | Steve Pink                        | Josh Heald, Jon Hurwitz, Hayden Schlossberg, Stacey Harman és Michael Jonathan Smith | 2018. május 2. 2020. augusztus 28. |
| Daniel családja értesül a Cobra Kai részvételéről a versenyen, de csak Samantha ért egyet a döntéssel, Miguel miatt. Johnny elmeséli Miguelnek az 1984-ben történteket, köztük párkapcsolatát Ali Milsszel – akit szerinte Daniel vett el tőle – és óva inti a fiút a LaRusso családtól. Robby megismerkedik Samanthával, mialatt Johnny vacsorameghívást kap Carmentől és eközben többet megtud Miguel családi hátteréről. Daniel bizalmas viszonyba kerül Robbyval, de a fiú nem árulja el neki, ki is az apja valójában. Miguel összeszedi bátorságát és elmegy Daniel házához, hogy bemutatkozzon neki, mint Samantha szerelme. Mielőtt belépne, meglátja Robbyt és Samanthát egymás társaságát élvezve, és féltékenyen hazamegy. Daniel együgyű unokatestvére és alkalmazottja, Louie néhány nehézfiúval figyelmeztetésképpen összetöri Johnny autóját. A támadókat legyőzve a feldühödött Johnny Daniel házához siet. |     |                                                         |                                   |                                                                                      |                                    |
| 9. | 9.  | Egyik kutya, másik eb (Different but Same)              | Jon Hurwitz és Hayden Schlossberg | Josh Heald, Jon Hurwitz, Hayden Schlossberg és ason Belleville                       | 2018. május 2. 2020. augusztus 28. |
| Johnny a LaRusso házhoz érkezik és konfrontálódik Daniellel az autó miatt – a helyzetet Amanda oldja meg, reggelire invitálva Johnnyt. Daniel kirúgja Louie-t és kárpótlásul felajánl egy új autót riválisának. A tesztvezetésen Daniel és Johnny meglátogatja Daniel régi lakóhelyét, elmesélik egymásnak a találkozásuk előtti élethelyzetüket és közelebb kerülnek egymáshoz. Samantha szobafogságot kap, miután kiderül, hogy köze volt a karambolhoz, melyben Johnny autója először totálkáros lett. Miguel hasztalanul próbálja meg telefonon elérni a lányt. Aisha bosszút áll az egyik őt zaklató lányon, az elkényeztetett Yasmine-on (Samantha egyik korábbi barátnőjén) és bulit szervez épp azon a tóparton, ahol Yasmine is a születésnapját akarta megünnepelni. Samantha Robby segítségével a bulira igyekszik, ahol a részeg Miguel féltékenységében beleköt Robbyba és közben véletlenül Samanthát is megüti. Johnny hazaviszi Danielt a LaRusso házba, de váratlanul meglátja Robbyt és megtudja, hogy fia Danieltől tanul karatézni. Daniel a hazugsága miatt kirúgja állásából és az otthonából is Robbyt.                              |     |                                                         |                                   |                                                                                      |                                    |
| 10. | 10. | Kegyelem (Mercy)                                        | Jon Hurwitz és Hayden Schlossberg | Josh Heald, Jon Hurwitz és Hayden Schlossberg                                        | 2018. május 2. 2020. augusztus 28. |
| A Cobra Kai visszatér az ötvenedik, jubileumi All Valley karatebajnokságra, Miguel vezette csapatával. Egyéni versenyzőként Robby is részt vesz a versenyen. Miguel és Hawk bejut az elődöntőbe, Aisha a negyeddöntőben kiesik ugyan, de utána sikerül rendeznie nézeteltéréseit Samanthával. Hawkot kizárják a versenyből, miután hátba rúgja Robbyt, kificamítva annak vállát. Daniel visszakíséri a sérült fiút a ringbe, a verseny közben hivatalosan is az edzőjéül szegődve. Miguel kihasználja Robby sérülését és ezzel megnyeri a versenyt – Johnny rádöbben, hogy módszereivel rossz hatással volt Miguelre. A verseny után Daniel elviszi Robbyt mestere, Mr. Miyagi régi otthonába és felfedi előtte, hogy saját dódzsót akar nyitni, így szállva szembe a Cobra Kai-jal. A Cobra Kai dódzsóban a részeg és a verseny után magát pocsékul érző Johnnyt egy rejtélyes alak látogatja meg – a férfi nem más, mint régi mestere, Kreese. |     |                                                         |                                   |                                                                                      |                                    |

## Második évad (2019)
| Sor. | Év. | Cím                                        | Rendező                           | Író | Premier                               |
| --- | --- | ------------------------------------------ | --------------------------------- | --- | ------------------------------------- |
| 11. | 1.  | Kegyelem, 2. rész (Mercy Part II)          | Jon Hurwitz és Hayden Schlossberg | Josh Heald, Jon Hurwitz, és Hayden Schlossberg                                                                  | 2019. április 24. 2020. augusztus 28. |
| Kreese és Johnny találkozása rövid, anyagi károkat is okozó verekedéssel folytatódik, melyet – kihasználva ellenfele pillanatnyi elgyengülését – Kreese nyer meg. Miguel elszomorodva tapasztalja, hogy Samantha letiltotta őt Instagramon. A fiú édesanyja meglátogatja Johnnyt és elmondja neki, hogy a versenyen látta először a fiát ennyire agresszívnek és könyörtelennek, de ennek ellenére hozzájárul Miguel további edzéséhez. Törött karjával lábadozva Robby megismerkedik a Miyagi-do karatéval, mialatt (felesége aggályai ellenére) Daniel a dódzsó újranyitását tervezgeti. Kreese meg akarja győzni Johnnyt, fogadja vissza őt edzőként a Cobra Kai dódzsóba, de Johnny elutasítja. Másnap Johnny az edzésen nyilvánosan leszidja a zavarodott Miguelt és Hawkot, amiért nem becsületes eszközökkel nyerték meg a karate-bajnokságot. Daniel ráveszi Samathát, folytassa a karatét, majd vásárlás közben Johnny véletlenül találkozik Robbyval és Daniellel, kínos pillanatokat élve át. Apja békülési próbálkozásait visszautasítva Robby ridegen közli Johnnyval, hogy Daniel sokkal jobb ember, mint amilyen valaha is lesz. Kreese visszatér és bocsánatot kér Johnnytól, amiért egykori mestereként túl kemény volt vele. Johnny megenyhül és engedélyezi neki a csatlakozást a Cobra Kai-hoz – ezt hallva Kreese baljósan mosolyogni kezd. |     |                                            |                                   | |                                       |
| 12. | 2.  | Aki mer, az nyer (Back in Black)           | Jon Hurwitz és Hayden Schlossberg | Josh Heald, Jon Hurwitz és Hayden Schlossberg                                                                   | 2019. április 24. 2020. augusztus 28. |
| Felébredve Robby véletlenül megtámadja anyja legújabb partnerét. Édesanyja elmondja neki, hogy egy hónapja Mexikóba utazik és fiára bízza a házat. Miguel Aisha telefonjáról hívja fel Samanthát, de a lány – meglátva Robbyt – hamar leteszi a telefont. Daniel az edzésén igyekszik összhangba hozni Robby és Samantha karatemozdulatait, ám felesége rámutat arra, hogy Daniel többet foglalkozik az oktatással, mint a valódi munkahelyével. Eközben két újabb jelentkező akar csatlakozni a Cobra Kai-hoz. Kreese megismerkedik Miguellel, az edzésen éretlenül viselkedő tanítványai pedig kínos helyzetbe hozzák Johnnyt mestere előtt. Tanítványainak Johnny sajátos és nehéz edzésmódszert talál ki (lenyűgözve Kreese-t): egy cementes teherautó tartályába bemászva kell azt saját erejükből mozgásra késztetniük. Daniel ellátogat Robbyhoz és annak siralmas lakhatási körülményeit látva a házába költözteti a fiút. Robby ügyének tisztázása céljából Daniel meglátogatja a Cobra Kai dódzsót és döbbenten látja az együtt iszogató Johnnyt és (az általa halottnak hitt) Kreese-t. Abban a hitben, hogy Johnny korábban hazudott neki Kreese haláláról, Daniel gúnyosan emlékezteti Kreese-t a Miyagitól elszenvedett csúfos vereségére, majd faképnél hagyja a két férfit.                                                                      |     |                                            |                                   | |                                       |
| 13. | 3.  | Tűz és jég (Fire and Ice)                  | Michael Grossman                  | Történet: Josh Heald, Jon Hurwitz és Hayden Schlossberg Történet és tévéjáték: Stacey Harman                    | 2019. április 24. 2020. augusztus 28. |
| Amikor Johnny életében először laptopot vesz és sikerül beüzemelnie, szembetalálja magát a Miyagi-do karate reklámjával, melyben Daniel ingyenes karateleckéket kínál. Johnny megkéri Aishát, csináljon egy Cobra Kai-t népszerűsítő videót. Eközben két tizenéves csatlakozni akar a Miyagi-dóhoz, de a bevezető feladatokat látva inkább átpártolnak a Cobra Kai-hoz. Miguel rájön, hogy Robby Johnny fia, melyet Johnny is elismer, de nem hajlandó ennél több magyarázatot adni - azt azonban később elmeséli Miguelnek, hogy gyávasága miatt nem volt ott fia születésénél a kórházban és ezt azóta is bánja. Johnny megfogadja, hogy támogatni fogja és sosem hagyja cserben Miguelt. Daniel, Sam és Robby egy rögtönzött show-műsort ad karateiskolájuk reklámozása céljából, de a Cobra Kai tagjai a helyszínre érve egy még látványosabb bemutatóval túlszárnyalja őket, még népszerűbbé téve Johnny karateiskoláját. |     |                                            |                                   | |                                       |
| 14. | 4.  | Az igazság pillanata (The Moment of Truth) | Michael Grossman                  | Történet: Josh Heald, Jon Hurwitz és Hayden Schlossberg Történet és tévéjáték: Kevin McManus és Matthew McManus | 2019. április 24. 2020. augusztus 28. |
| Demetri ellátogat a Cobra Kai-hoz, ahol találkozik Kreese-zel és idegesítő viselkedése miatt a férfi megüti őt. Dimitri elpanaszolja ezt Hawknak, de az gyávának nevezi őt. Hawk viselkedése aggasztani kezdi Miguelt és attól tart, Kreese rossz hatással van a tanítványokra, Johnny szerint azonban mestere megérdemel egy második lehetőséget. Johnny edzésén Miguelnek kihívója akad egy Tory nevű lány személyében, de lenyűgözi a többieket harcművészeti tudásával. A lány összebarátkozik Aishával és elmondja neki, hogy korábban kick-boxolt. Később együtt elmennek egy medencés buliba, ahol Samatha is ott van és szemtanúja lesz, ahogy Tory ellop egy üveg vodkát. Megvádolja a lányt anyja pénztárcájának ellopásával is, amely miatt Tory fellöki és kínos helyzetbe hozza Samathát. Robby verekedésre hívja korábbi bűntársait (akik valójában ellopták a pénztárcát), de hátulról leütik és Daniel siet a segítségére. Demetri csatlakozik a Miyagi-dóhoz. |     |                                            |                                   | |                                       |
| 15. | 5.  | Mindent bele (All In)                      | Josh Heald                        | Josh Heald, Jon Hurwitz és Hayden Schlossberg                                                                   | 2019. április 24. 2020. augusztus 28. |
| 16. | 6.  | A búcsú (Take a Right)                     | Josh Heald                        | Josh Heald, Jon Hurwitz és Hayden Schlossberg                                                                   | 2019. április 24. 2020. augusztus 28. |
| 17. | 7.  | Tűzszünet (Lull)                           | Jennifer Celotta                  | Történet: Josh Heald, Jon Hurwitz és Hayden Schlossberg Történet és tévéjáték: Joe Piarulli és Luan Thomas      | 2019. április 24. 2020. augusztus 28. |
| 18. | 8.  | A szerelem diadala (Glory of Love)         | Jennifer Celotta                  | Történet: Josh Heald, Jon Hurwitz és Hayden Schlossberg Történet és tévéjáték: Kevin McManus és Matthew McManus | 2019. április 24. 2020. augusztus 28. |
| 19. | 9.  | A polip (Pulpo)                            | Jon Hurwitz és Hayden Schlossberg | 'Történet: Josh Heald, Jon Hurwitz és Hayden Schlossberg Történet és tévéjáték: Michael Jonathan Smith          | 2019. április 24. 2020. augusztus 28. |
| 20. | 10. | Nincs kegyelem (No Mercy)                  | Jon Hurwitz és Hayden Schlossberg | 'Történet: Josh Heald, Jon Hurwitz és Hayden Schlossberg Történet és tévéjáték: Joe Piarulli és Luan Thomas     | 2019. április 24. 2020. augusztus 28. |

## Harmadik évad (2021)
| Sor. | Év. | Cím                                                           | Rendező                           | Író | Premier                         |
| ---- | --- | ------------------------------------------------------------- | --------------------------------- | --- | ------------------------------- |
| 21.  | 1.  | Utóhatás (Aftermath)                                          | Jon Hurwitz és Hayden Schlossberg | Josh Heald, Jon Hurwitz és Hayden Schlossberg                                                                             | 2021. január 1. 2021. január 1. |
| 22.  | 2.  | Természet kontra nevelés (Nature Vs. Nurture)                 | Jon Hurwitz és Hayden Schlossberg | Történet: Josh Heald, Jon Hurwitz, Hayden Schlossberg, Joe Piarulli és Luan Thomas Tévéjáték: Joe Piarulli és Luan Thomas | 2021. január 1. 2021. január 1. |
| 23.  | 3.  | Fizetni fogsz (Now You're Gonna Pay)                          | Lin Oeding                        | Történet: Josh Heald, Jon Hurwitz, Hayden Schlossberg és Stacey Harman Tévéjáték: Stacey Harman                           | 2021. január 1. 2021. január 1. |
| 24.  | 4.  | A helyes út (The Right Path)                                  | Lin Oeding                        | Történet: Josh Heald, Jon Hurwitz, Hayden Schlossberg és Michael Jonathan Smith Tévéjáték: Michael Jonathan Smith         | 2021. január 1. 2021. január 1. |
| 25.  | 5.  | Miyagi-do (Miyagi-Do)                                         | Steven Tsuchida                   | Történet: Josh Heald, Jon Hurwitz, Hayden Schlossberg és Bob Dearden Tévéjáték: Bob Dearden                               | 2021. január 1. 2021. január 1. |
| 26.  | 6.  | Királykobra (King Cobra)                                      | Steven Tsuchida                   | Történet: Josh Heald, Jon Hurwitz, Hayden Schlossberg, Joe Piarulli és Luan Thomas Tévéjáték: Joe Piarulli és Luan Thomas | 2021. január 1. 2021. január 1. |
| 27.  | 7.  | Akadályok (Obstáculos)                                        | Jennifer Celotta                  | Történet: Josh Heald, Jon Hurwitz, Hayden Schlossberg és Alyssa Forleiter Tévéjáték: Alyssa Forleiter                     | 2021. január 1. 2021. január 1. |
| 28.  | 8.  | A jó, a rossz és a vagány (The Good, The Bad, and the Badass) | Jennifer Celotta                  | Történet: Josh Heald, Jon Hurwitz, Hayden Schlossberg és Mattea Greene Tévéjáték: Mattea Greene                           | 2021. január 1. 2021. január 1. |
| 29.  | 9.  | Érezd az éjszakát (Feel The Night)                            | Josh Heald                        | Történet: Josh Heald, Jon Hurwitz, Hayden Schlossberg és Michael Jonathan Smith Tévéjáték: Michael Jonathan Smith         | 2021. január 1. 2021. január 1. |
| 30.  | 10. | December 19. (December 19)                                    | Josh Heald                        | Történet: Josh Heald, Jon Hurwitz, Hayden Schlossberg és Bob Dearden Smith Tévéjáték: Bob Dearden                         | 2021. január 1. 2021. január 1. |

## Negyedik évad (2021)
| Sor. | Év. | Cím                                    | Rendező                          | Író                                           | Premier                               |
| ---- | --- | -------------------------------------- | -------------------------------- | --------------------------------------------- | ------------------------------------- |
| 31.  | 1.  | Kezdjük! (Let's Begin)                 | Jon Hurwitz & Hayden Schlossberg | Josh Heald, Jon Hurwitz és Hayden Schlossberg | 2021. december 31. 2021. december 31. |
| 32.  | 2.  | Előbb állni tanulj (First Learn Stand) | Jon Hurwitz & Hayden Schlossberg | Joe Piarulli & Luan Thomas                    | 2021. december 31. 2021. december 31. |
| 33.  | 3.  | Aztán repülni (Then Learn Fight)       | Marielle Woods                   | Michael Jonathan Smith                        | 2021. december 31. 2021. december 31. |
| 34.  | 4.  | A kétfejű kígyó (Bicephaly)            | Marielle Woods                   | Stacey Harman                                 | 2021. december 31. 2021. december 31. |
| 35.  | 5.  | Meccslabda (Match Point)               | Joel Novoa                       | Bob Dearden                                   | 2021. december 31. 2021. december 31. |
| 36.  | 6.  | Karatézzatok! (Kicks Get Chicks)       | Joel Novoa                       | Mattea Greene                                 | 2021. december 31. 2021. december 31. |
| 37.  | 7.  | Aknamező (Minefields)                  | Tawnia McKiernan                 | Bill Posley                                   | 2021. december 31. 2021. december 31. |
| 38.  | 8.  | Buli van! (Party Time)                 | Tawnia McKiernan                 | Joe Piarulli & Luan Thomas                    | 2021. december 31. 2021. december 31. |
| 39.  | 9.  | A bukás (The Fall)                     | Josh Heald                       | Michael Jonathan Smith                        | 2021. december 31. 2021. december 31. |
| 40.  | 10. | A felemelkedés (The Rise)              | Josh Heald                       | Bob Dearden                                   | 2021. december 31. 2021. december 31. |

## Ötödik évad (2022)
| Sor. | Év. | Cím                                           | Rendező                      | Író                        | Premier                                 |
| ---- | --- | --------------------------------------------- | ---------------------------- | -------------------------- | --------------------------------------- |
| 41.  | 1.  | Távol az otthontól (Long, Long Way from Home) | Joel Novoa & Steven Tsuchida | Michael Jonathan Smith     | 2022. szeptember 9. 2022. szeptember 9. |
| 42.  | 2.  | Kém (Molé)                                    | Steven Tsuchida              | Joe Piarulli & Luan Thomas | 2022. szeptember 9. 2022. szeptember 9. |
| 43.  | 3.  | Játék a tűzzel (Playing with Fire)            | Marielle Woods               | Mattea Greene              | 2022. szeptember 9. 2022. szeptember 9. |
| 44.  | 4.  | Mélyrepülés (Downward Spiral)                 | Steve Pink                   | Ashley Darnall             | 2022. szeptember 9. 2022. szeptember 9. |
| 45.  | 5.  | Extrém intézkedések (Extreme Measures)        | Jennifer Celotta             | Bob Dearden                | 2022. szeptember 9. 2022. szeptember 9. |
| 46.  | 6.  | Uroborosz (Ouroboros)                         | Joel Novoa                   | Michael Jonathan Smith     | 2022. szeptember 9. 2022. szeptember 9. |
| 47.  | 7.  | Záptojások (Bad Eggs)                         | Joel Novoa                   | Joe Piarulli & Luan Thomas | 2022. szeptember 9. 2022. szeptember 9. |
| 48.  | 8.  | Taikai (Taikai)                               | Marielle Woods               | Ashley Darnall             | 2022. szeptember 9. 2022. szeptember 9. |
| 49.  | 9.  | Túlélők (Survivors)                           | Steven Tsuchida              | Michael Jonathan Smith     | 2022. szeptember 9. 2022. szeptember 9. |
| 50.  | 10. | A kígyó feje (Head of the Snake)              | Joel Novoa                   | Bob Dearden                | 2022. szeptember 9. 2022. szeptember 9. |

## Hatodik évad (2024-2025)
| Sor. | Év. | Cím                                             | Rendező                           | Író                                           | Premier            |
| ---- | --- | ----------------------------------------------- | --------------------------------- | --------------------------------------------- | ------------------ |
| 51.  | 1.  | Béke a Völgyben (Peacetime in the Valley)       | Joel Novoa                        | Bob Dearden                                   | 2024. július 18.   |
| 52.  | 2.  | A díj (The Prize)                               | Joel Novoa                        | Joe Piarulli és Luan Thomas                   | 2024. július 18.   |
| 53.  | 3.  | Szunnyadás (Sleeper)                            | Ralph Macchio                     | Mattea Greene                                 | 2024. július 18.   |
| 54.  | 4.  | Az esélytelenek (Underdogs)                     | Sherwin Shilati                   | Chris Rafferty                                | 2024. július 18.   |
| 55.  | 5.  | Győzzön a jobbik! (Best of the Best)            | Sherwin Shilati                   | Michael Jonathan Smith                        | 2024. július 18.   |
| 56.  | 6.  | Benvinguts a Barcelona (Benvinguts a Barcelona) | Joel Novoa                        | Joe Piarulli és Luan Thomas                   | 2024. november 15. |
| 57.  | 7.  | Kutya a harcban (Dog in the Fight)              | Joel Novoa                        | Ashley Darnall                                | 2024. november 15. |
| 58.  | 8.  | Kígyók a gépen (Snakes on a Plane)              | Jennifer Celotta                  | Ashley Darnall és Emily Abbott                | 2024. november 15. |
| 59.  | 9.  | A vér kötelez (Blood In Blood Out)              | Sherwin Shilati                   | Chris Rafferty                                | 2024. november 15. |
| 60.  | 10. | Eunjangdo (Eunjangdo)                           | Sherwin Shilati                   | Bob Dearden és Olga Lexell                    | 2024. november 15. |
| 61.  | 11. | Tisztítótűz (Into The Fire)                     | Joe Piarulli                      | Joe Piarulli és Luan Thomas                   | 2025. február 13.  |
| 62.  | 12. | Megrázkódtatás (Rattled)                        | William Zabka                     | Ashley Darnall                                | 2025. február 13.  |
| 63.  | 13. | Csontvázak (Skeletons)                          | Joel Novoa                        | Chris Rafferty                                | 2025. február 13.  |
| 64.  | 14. | Üss utolsóként! (Strike Last)                   | Josh Heald                        | Bob Dearden                                   | 2025. február 13.  |
| 65.  | 15. | A jövő kapujában (Ex Degenerate)                | Jon Hurwitz és Hayden Schlossberg | Josh Heald, Jon Hurwitz és Hayden Schlossberg | 2025. február 13.  |